# Casal Rotondo
Casal Rotondo è un mausoleo romano in rovina sito al VI miglio della Via Appia antica.

## Descrizione
Il nome deriva dall'edificazione in epoca posteriore sulla parte superiore di un piccolo casale, oggi trasformato in villa, che utilizzava le mura di una torre medievale di proprietà dei Savelli, che apparteneva al sistema delle torri di avvistamento costruite lungo la via Appia.
Vicino al mausoleo, l'archeologo Luigi Canina (1795-1856) fece edificare una quinta architettonica ornata con i frammenti di marmo riportati alla luce dagli scavi nell'area circostante, appartenenti, secondo lo studioso, ai resti di un'edicola circolare situata sulla cima del sepolcro.
L'opera è costituita dai resti di un grande mausoleo costruito intorno al 30 a.C.. È una grande edicola circolare, dal diametro di 35 m, chiusa con un anello di base decorato da un fregio di grifi e un tetto conico a squame. Nella parte inferiore del cilindro il rivestimento offriva una sorta di sedili per la sosta. Nell'iscrizione (CIL VI, 1395) compare solo il cognome Cotta, in cui è stato a lungo riconosciuto erroneamente Messalla Corvino, console nel 31 a.C., sepolto in realtà lungo la via Latina, dal figlio Messalino Cotta, oratore e intellettuale dell'epoca di Augusto.
È quindi più probabile che questo personaggio citato, di cui non si conosce il nome, appartenga alla gens degli Aureli Cottae, e il frammento di iscrizione sia pertinente ad una piccola thòlos funeraria.